# Agelanthus kraussianus
Agelanthus kraussianus là một loài thực vật có hoa trong họ Loranthaceae. Loài này được (Meisn.) Polhill & Wiens mô tả khoa học đầu tiên năm 1998.